# 크로플
크로플(영어: croffle)은 크루아상 반죽을 와플기에 눌러 만든 음식이다.

## 이름
영어 "크로플(croffle)"은 "크루아상(croissant)"과 "와플(waffle)"을 합친 혼성어이다.

## 역사
달고나 커피와 마찬가지로 코로나19 범유행 시기인 2020년 대한민국에서 가정용 와플기에 식빵, 감자채, 누룽지, 떡 등을 넣어 눌러 먹는 것이 유행하면서, 크루아상 반죽을 넣어 만든 크로플도 유행하기 시작했다. 따라서 주로 대한민국 요리와 연관지어지지만, 그보다 앞서 2015년 미국의 《Food and Wine》에 크로플 레시피가 소개된 바 있으며, 2017년 아일랜드의 체인점 빵집인 퀴진 드 프랑스에서 제빵사 루이즈 레넉스와 콜라보해 만든 크로플을 캠든가 9번지 팝업스토어 라 프티 불랑제리에서 2주 간 판매하기도 했다. 2020년에 크로플이 한국에서 크게 유행한 이후, 미국 등지로 수출되기도 하였다.

## 사진

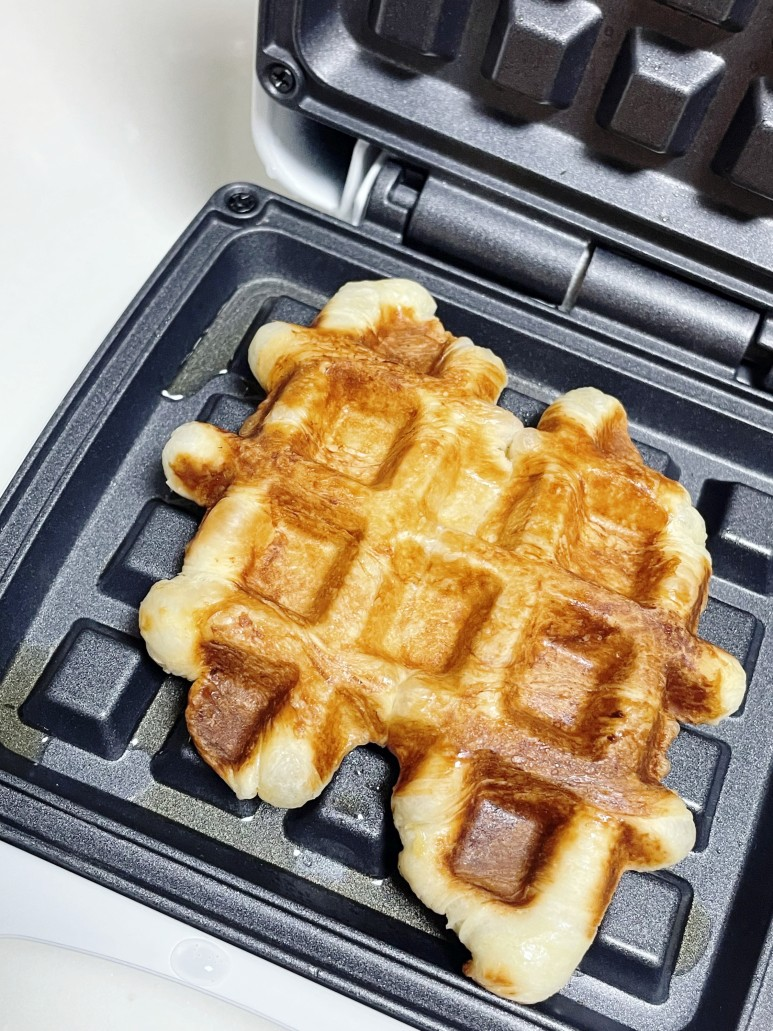
와플기로 누르자, 크로플이 된 크루아상 반죽
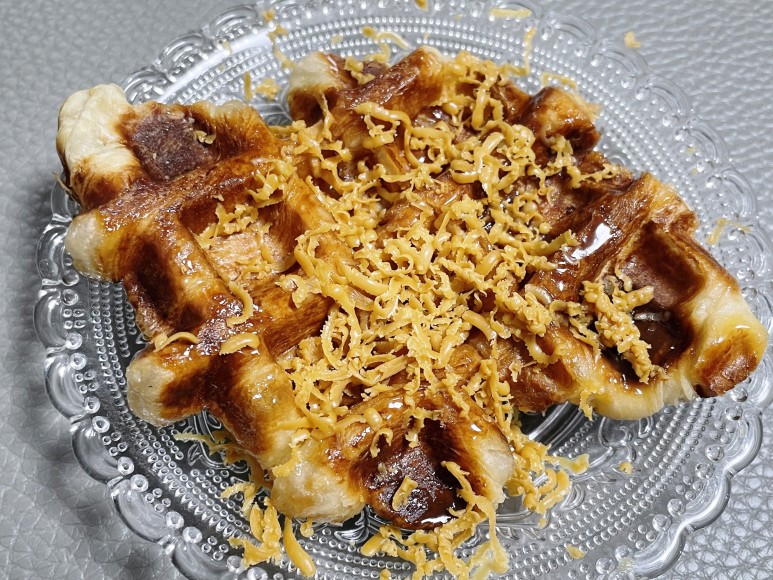
메이플 시럽과 브라운 치즈를 뿌린 크로플
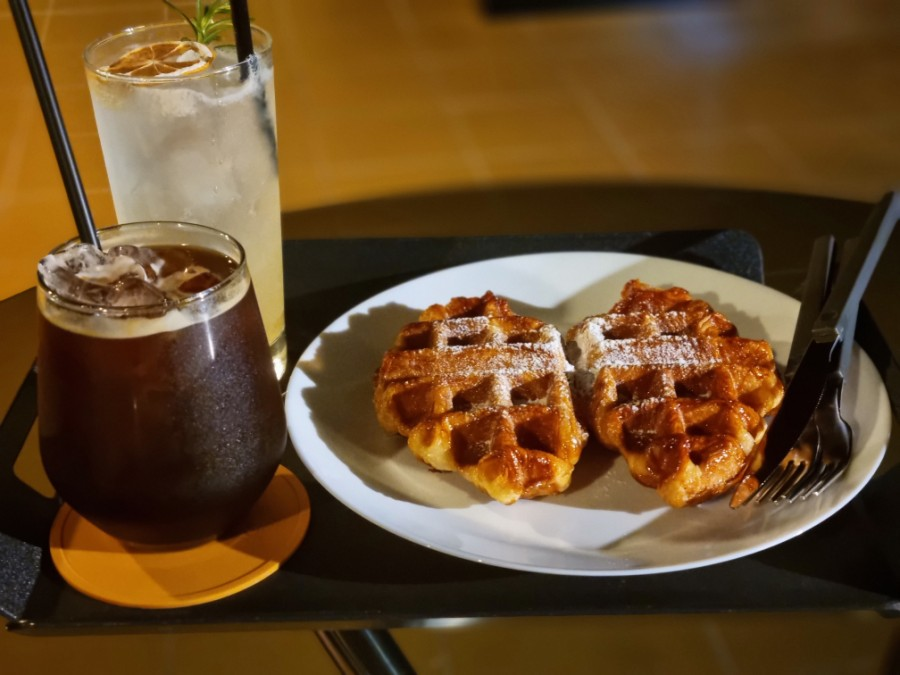
설탕가루를 뿌린 크로플

## 같이 보기
- 달고나 커피
- 크러핀
- 크로넛